# El árabe
El árabe (título original en inglés, The Sheik) es un libro de Edith Maude Hull, una novelista inglesa de principios del siglo XX. Es similar a muchos otros de sus libros, pero es la más popular de las suyas, y la base para la película homónima protagonizada por Rodolfo Valentino es el rol titular. Publicada en 1919, aún se reedita en la actualidad. La novela pertenece al dominio público en los Estados Unidos y en Europa y puede bajarse como e-book.

## La trama

### En el hotel
La novela se abre en un hotel en la ciudad argelina de Biskra. Lady Diana Mayo y su hermano dan un baile. Lady Conway, un personaje menor en el libro, habla ampliamente de lo mucho que desaprueba a Diana. 
Se deduce que Diana planea irse de viaje un mes por el desierto, no llevando consigo a nadie salvo sus guías árabes. Nadie cree que esto sea una idea inteligente. Lady Conway le echa la culpa a su "escandalosa" educación. Fue criada casi como un chico, puesto que ella no tiene madre ni padre. Su madre murió cuando la dio a luz; por ello, su padre se suicidó.

### En el desierto
Después de algunos incidentes menores, que sirven sólo para describir el carácter de Diana (entre ellos se incluyen una propuesta de matrimonio, en la que ella explica que no sabe lo que es el amor y no quiere saberlo), ella se pone en marcha hacia el desierto. No tarda mucho en ser secuestrada, por el Sheik que le da nombre a la novela, Ahmed Ben Hassan. Resulta que ha sobornado a su guía.

### La tienda delSheik
La lleva a su tienda y la viola. (Esto no se hace explícito en el libro, pero en el contexto queda bastante claro.) Ella pasa unos meses allí, violada con regularidad; ella lo odia. En estos meses sale a relucir más el carácter de él.

## La huida
Como ahora le permite ir al desierto, acompañada por el valet de él, Gaston, ella formula un plan de escape; va a cabalgar un día y arroja su pañuelo al suelo. Gaston, cortés como siempre, salta de su caballo para cogerlo. Ella se lanza al galope.
Por supuesto, Ahmed la vuelve a coger. Cuando regresa a caballo con ella, ella queda sobrecogida al darse cuenta de repente que está enamorada de él. Sabe que no puede decir nada, pues él la alejará de sí si se diera cuenta de que lo ama - él encuentra que eso es aburrido.

### El secuestro
Crece la confianza entre ellos, conforme ella se somete a su tratamiento violento. Aprendemos que él la está castigando porque es inglesa, pero no sabemos el porqué.
Al final la dejan salir a cabalgar de nuevo. Desafortunadamente, un jeque rival la secuestra y se la lleva. Cuando Ahmed lo descubre, se da cuenta de su amor por ella y sale a buscarla. Lo hace, pero resulta herido en el proceso.

### La explicación
Mientras él yace en la tienda, desesperadamente enfermo, su amigo, que había estado allí durante las últimas semanas, explica a Diana por qué él odia a los ingleses. Su padre, aparentemente, era inglés, y maltrató terriblemente a su madre española. Ahmed juró vengarse de los ingleses.

### El final
Cuando él mejora, explica a Diana en un tenso clímax que la deja marchar. Está triste, especialmente cuando le confiesa que es debido a su amor por ella; no puede soportar maltratarla más. Aunque ella le ruega, proclamando su amor, él se mantiene firme. En absoluta desesperación, coge un revólver en un intento desesperado de morir como su padre murió. Ahmed le quita el arma y la abraza, declarando que nunca la dejará marchar. El libro acaba con ellos declarándose el amor apasionadamente.

## Controversia
Este libro ha atraído algo de controversia debido a su representación de una mujer fuerte, autosuficiente siendo domada y subyugada por un hombre que la viola repetidamente. Esto resulta exacerbado por el hecho de que ella se enamora de su violador. La trama se ha comparado a La fierecilla domada de William Shakespeare.